# Mistery
Mistery (Half Moon Street) è un film del 1986 diretto da Bob Swaim con protagonisti Michael Caine e Sigourney Weaver.

## Trama
Lauren Slaughter è un'americana laureata ad Harvard, esperta di Cina, che lavora per una organizzazione "think tank" a Londra.
Insoddisfatta del suo basso stipendio, sebbene i suoi superiori traggano grosso vantaggio dal suo lavoro, decide di arrotondare le entrate rivolgendosi ad una agenzia di accompagnatrici per VIP, ricevendo i clienti nel suo appartamento in Half Moon Street.
Uno di questi, presentatosi con falso nome, si scoprirà essere Sam Bullbeck, membro della Camera dei Lord, con ruolo chiave nella difesa nazionale inglese. I due intrecciano una relazione che va oltre il sesso mercenario, grazie al piacere reciproco delle loro conversazioni su argomenti intellettualmente stimolanti.
Però, durante un negoziato di pace per il Medio Oriente, un controllo di sicurezza svolto sulla persona di Lord Bullbeck, porta gli investigatori a scoprire la sua relazione con la costosa escort Lauren, e qualcuno comincia a sospettare che possano esserci altri motivi dietro quel rapporto, pericolosi per la sicurezza nazionale.
Nel frattempo Lauren ha conosciuto un misterioso uomo d’affari palestinese, Karim Hatami, con il quale inizia a frequentarsi.
Intorno a Lord Bullbeck iniziano a verificarsi strani episodi, che attirano l’attenzione dei servizi segreti inglesi.
Lauren diventa a sua insaputa il mezzo per attirare Lord Bullbeck a casa sua, dove c’è Hatami che lo aspetta per ucciderlo. Dopo una colluttazione nella quale Lauren, innamorata di Lord Bullbeck, rischia di morire, gli agenti inglesi fanno irruzione nella casa e uccidono Hatami, salvando Lauren e Lord Bullbeck.
Nella scena finale si vede Lauren che strappa dalle dita di Lord Bullbeck una sigaretta, dicendogli che il fumo fa male e lui le risponde che Lauren cerca sempre di salvargli la vita.